# Mrákotín (district de Chrudim)
Pour les articles homonymes, voir Mrákotín.
Mrákotín (en allemand : Mrakotin) est une commune du district de Chrudim, dans la région de Pardubice, en République tchèque. Sa population s'élevait à 341 habitants en 2022.

## Géographie
Mrákotín se trouve à 7 km au nord-est du centre de Hlinsko, à 19 km au sud-est de Chrudim, à 28 km au sud-sud-est de Pardubice et à 113 km à l'est-sud-est de Prague.
La commune est limitée par Prosetín au nord, par Skuteč à l'est, par Raná au sud-est et au sud, et par Holetín et Tisovec à l'ouest et au nord-ouest.

## Histoire
La première mention écrite de la localité date de 1456.

## Administration
La commune se compose de deux sections :
- Mrákotín
- Oflenda

## Galerie

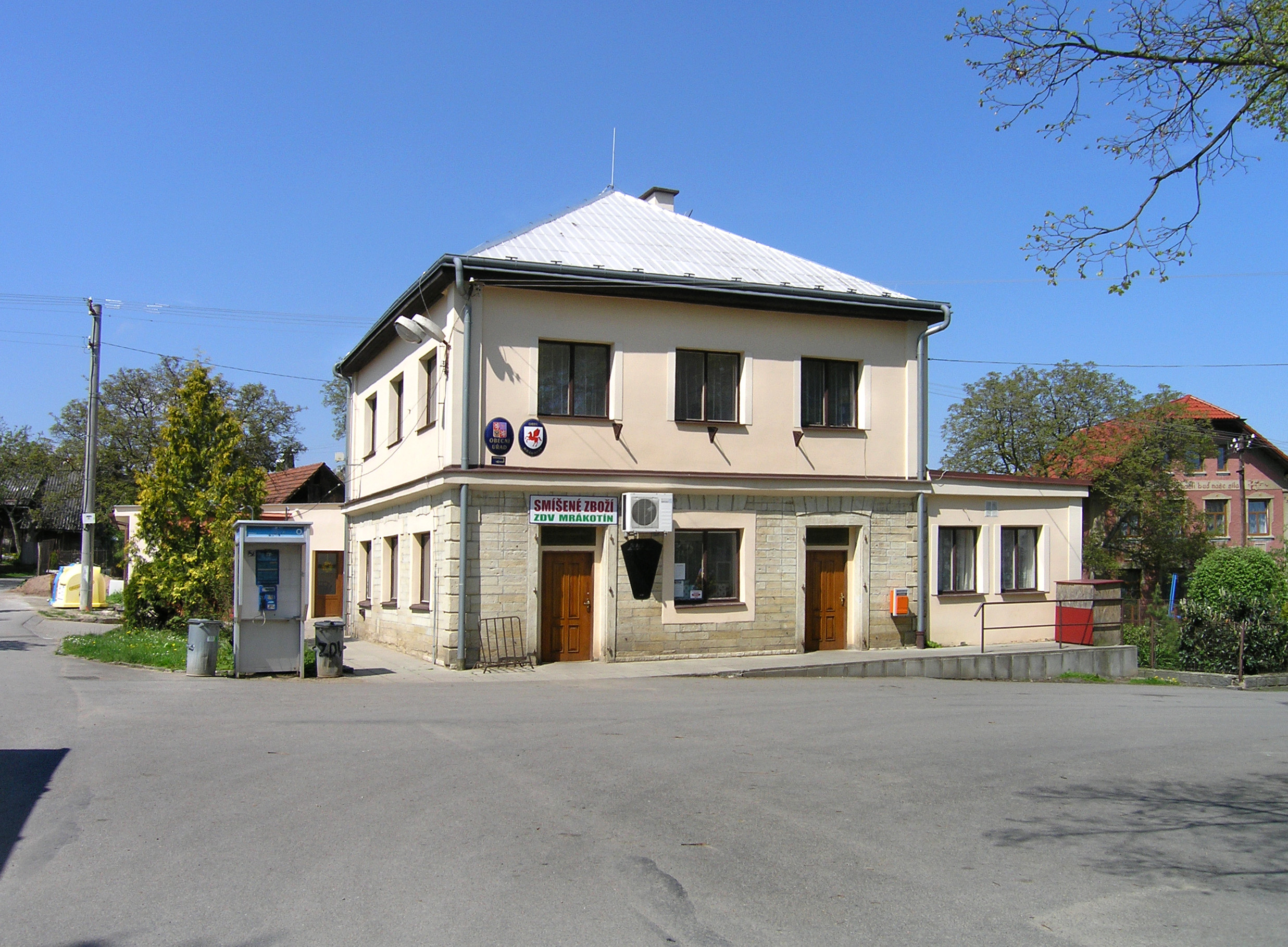
Mrákotín : la mairie.
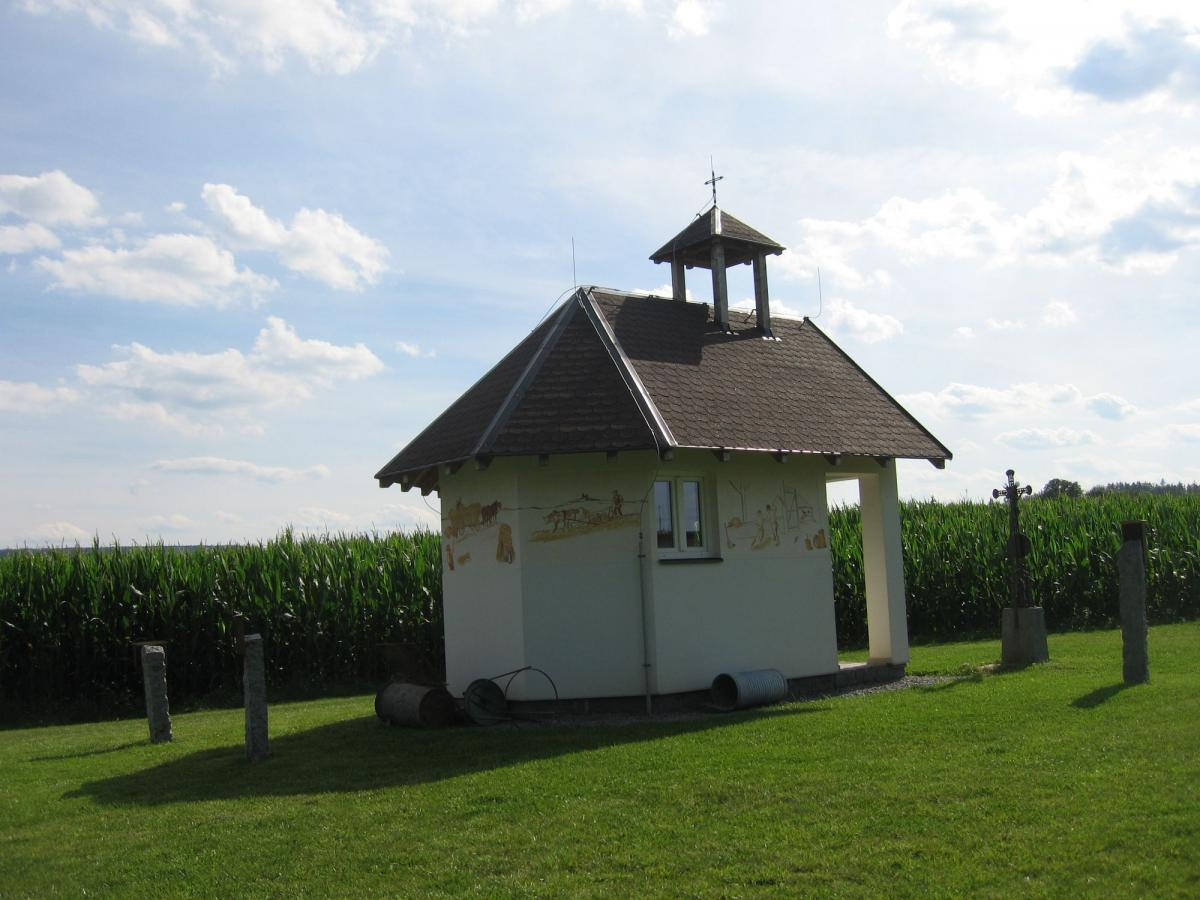
Chapelle Saint-Isidore.

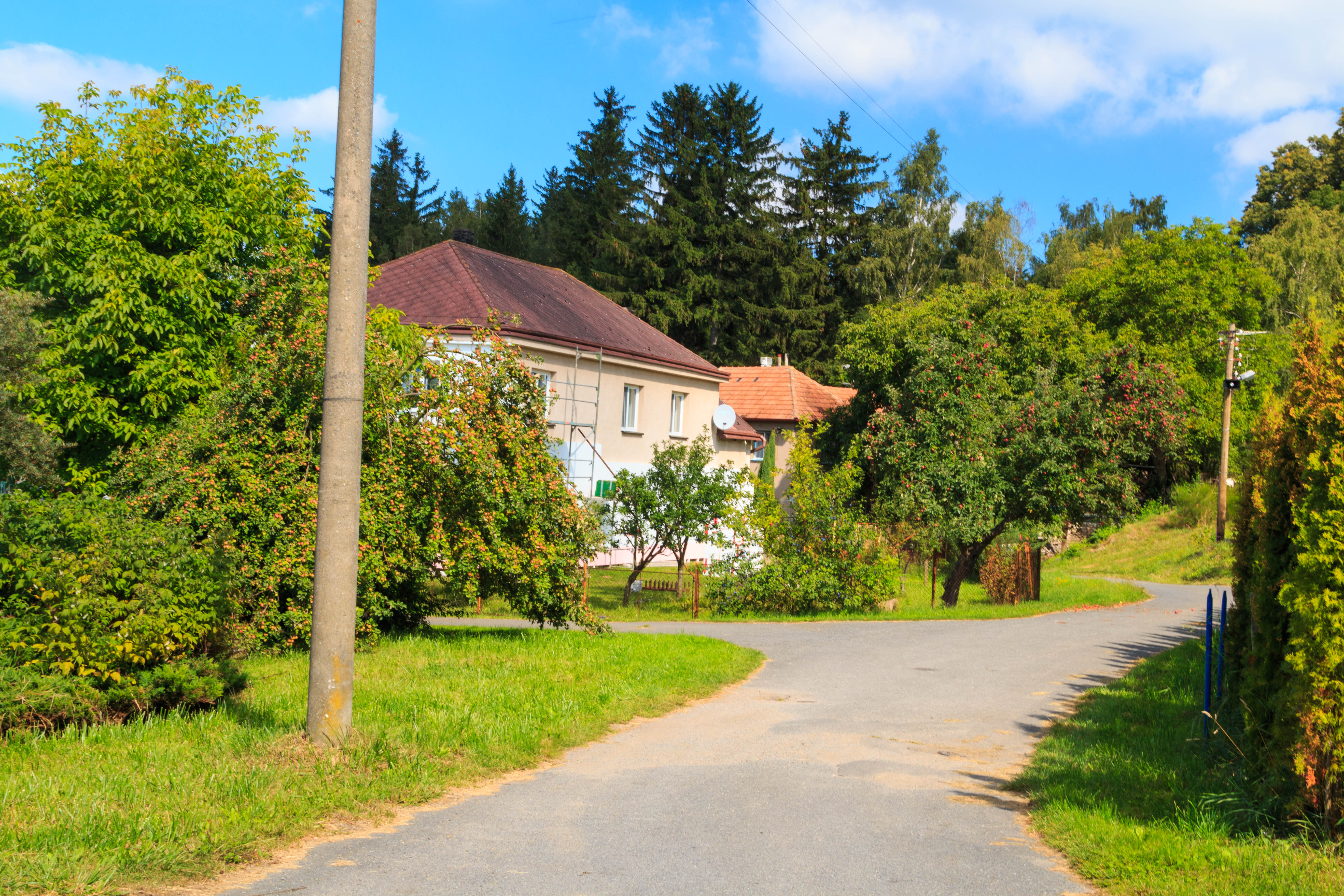
Oflenda.

## Transports
Par la route, Mrákotín se trouve à 5 km de Skuteč, à 25 km de Chrudim, à 36 km de Pardubice et à 147 km de Prague. 